# مارکوس هنریکسن
مارکوس هنریکسن (انگلیسی: Markus Henriksen؛ زادهٔ ۲۵ ژوئیهٔ ۱۹۹۲) بازیکن فوتبال اهل نروژ است.
از باشگاه‌هایی که در آن بازی کرده‌است می‌توان به باشگاه فوتبال آزد آلکمار و باشگاه فوتبال روزنبورگ اشاره کرد.
وی همچنین در تیم‌های ملی فوتبال زیر ۲۱ سال نروژ، و نروژ بازی کرده‌است.